# Christian-Kraft de Hohenlohe-Öhringen

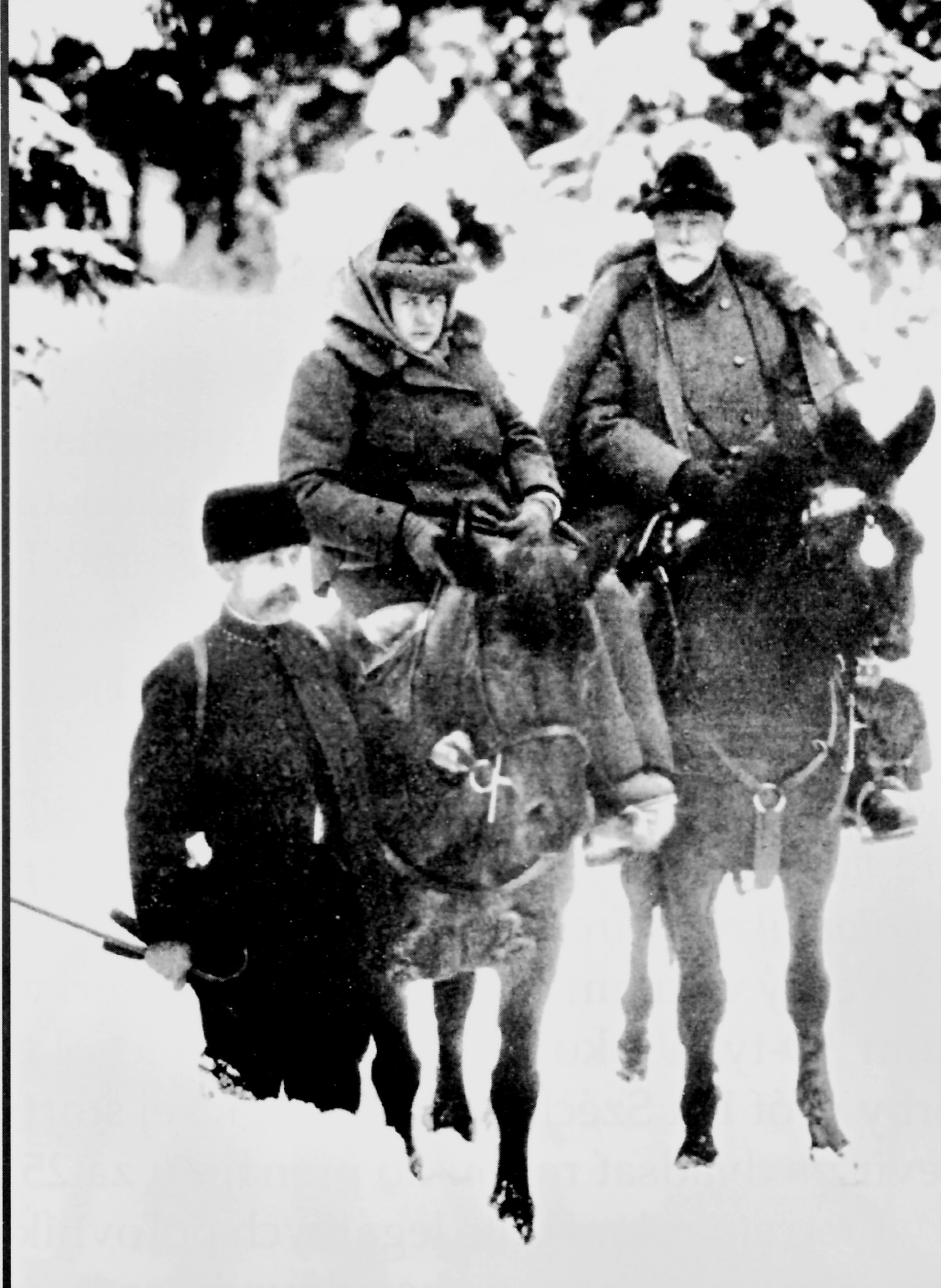
Christian-Kraft avec sa femme Ottilie à cheval

Christian-Kraft prince de Hohenlohe-Öhringen, duc d'Ujest (né le 21 mars 1848 à Öhringen et mort le 14 mai 1926 à Somogyszob, Hongrie) est un homme politique et industriel minier allemand.

## Biographie
Christian-Kraft de la maison de Hohenlohe-Öhringen est le fils du prince Hugues de Hohenlohe-Öhringen et de son épouse Pauline, née princesse de Fürstenberg. Le prince Christian-Kraft étudie à l'académie de chevalerie de Liegnitz. Il étudie ensuite le droit à Bonn jusqu'en 1870. Il est marié morganatiquement à Ottilie comtesse Lubraniec-Dambska, née Brauns, et n'a pas de descendants légitimes. Le prince Christian-Kraft est enterré à Javorina (en allemand : Uhrngarten), une localité des Hautes Tatras slovaques. Il y a un 15 000 hectares de forêt et propriété de chasse. En 1924, il devient doyen de toute la maison de Hohenlohe.

## Entrepreneuriat

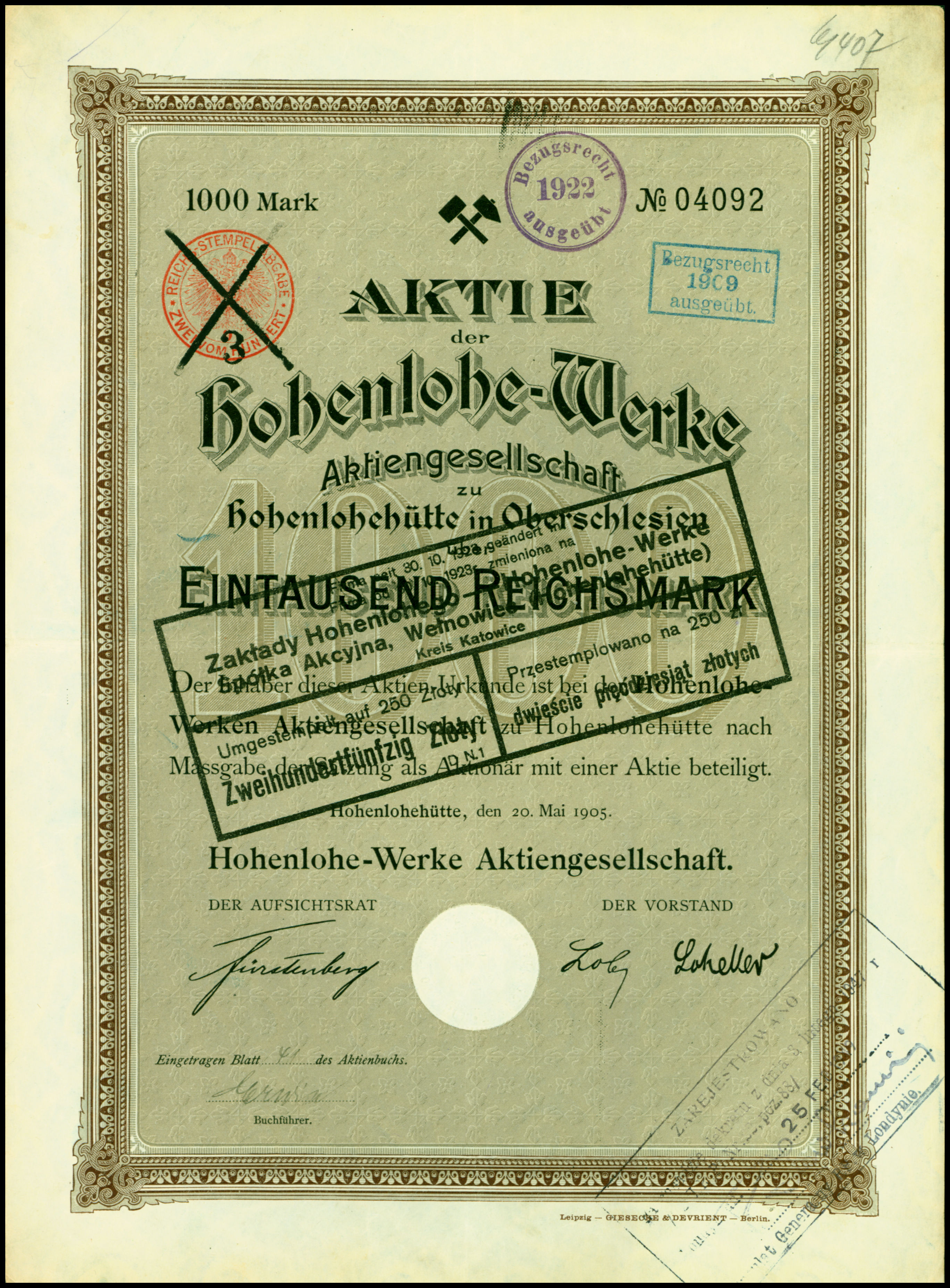
Action de 1000 RM de Hohenlohe-Werke du 20 mai 1905

Le prince Christian-Kraft agrandit considérablement les domaines industriels de sa famille (production de zinc) en Haute-Silésie. Plusieurs nouvelles mines sont ouvertes entre 1899 et 1917. En 1905, le prince Christian-Kraft incorpore la propriété industrielle dans la fondation de Hohenlohe-Werke AG à Hohenlohehütte (Katowice). Pour la production de zinc en 1913 environ 37 millions de tonnes de roche sont traitées et plus de quatre millions de tonnes de charbon sont extraites. Le nombre d'employés passe de 7 244 en 1891 à 10 000 en 1913. Hohenlohe-Werke AG est rachetée en 1913 par l'industriel charbonnier bohémien Ignaz Petschek (de).
Pour ses parts dans la Hohenlohe Werke AG, le prince Christian-Kraft reçoit une indemnité de 44 millions de marks et une pension annuelle de quatre millions de marks. Il reste en outre président du conseil de surveillance. Avec Max-Egon II de Fürstenberg (de) pour créer une société commerciale (également connue sous le nom de « Trust princier »). Celui-ci s'effondre de manière spectaculaire en 1913, affectant également la société par actions. L'effondrement conduit à une crise bancaire générale. La liquidation de la fiducie est effectuée par la Deutsche Bank sous Arthur von Gwinner (de) à la suite de l'intervention personnelle de Guillaume II. Le prince Christian-Kraft a perdu 90 millions de marks dans cette affaire.
Jusqu'à cette date, le prince Christian-Kraft faisait partie des nobles allemands les plus riches, avec un revenu annuel de sept millions de marks et une fortune de 151 millions de marks. Son nouveau plénipotentiaire, Kurt Kleefeld (de), réussit à partir de 1914 à assainir progressivement la situation financière du prince et à réduire les dettes accumulées. En guise de remerciement, le prince Christian-Kraft obtient pour Kleefeld la noblesse, la dernière en Empire allemand, en novembre 1918, alors que la révolution de novembre a déjà commencé. Outre les activités économiques à proximité des usines de Hohenlohe, le prince est également président du conseil de surveillance de la Compagnie prussienne d'assurance contre les incendies. Hohenlohe-Öhringen appartient à la Fédération des industriels (de) (BdI). Après la division de la Haute-Silésie en 1922, la société par actions est scindée. Dans la partie allemande, il y a la Oehringer Bergbau AG et du côté polonais le Hohenlohe-Werke. Hohenlohe-Öhringen conserve des actions dans les deux sociétés. Il est également impliqué dans la société d'électricité de Haute-Silésie.

## Politique
En plus de ses activités économiques, le prince Christian-Kraft de Hohenlohe-Öhringen est également politiquement actif. Il est membre héréditaire de la Chambre des seigneurs de Prusse. Il est membre de la première chambre des États de Wurtemberg (de) de 1871 à 1918, depuis 1897 en tant que seigneur du domaine. Cependant, il y est généralement représenté par d'autres membres et rarement présent en personne. Il est également député du parlement provincial de Silésie (de).
Le prince Christian-Kraft appartient au Parti conservateur libre. Pour ceux-ci, il siège au Reichstag entre 1880 et 1881 et de 1883 à 1912. Il est également membre du conseil de surveillance de la Société coloniale allemande jusqu'à son départ en 1902.
En tant que dirigeant, le prince Christian-Kraft de Hohenlohe-Öhringen occupe de hauts postes honorifiques à la cour et dans l'armée. Il est major général prussien à la suite et entre 1895 et 1899 chambellan en chef du l'empereur Guillaume II. Il est également président de l'Union-Klub à Berlin de 1893 à 1910.

## Honneurs
- En 1871, Christian-Kraft zu Hohenlohe-Öhringen reçoit la Grand-Croix de l'Ordre de Frédéric[5].
- En 1897, il reçoit la Grand-Croix de l'Ordre de la Couronne de Wurtemberg[6].
- En 1918, la ville d'Öhringen le nomme citoyen d'honneur.
- En 1926, Gottfried Benn publie une nécrologie lyrique intitulée Fürst Krafft dans Simplicissimus[7].

## Galerie

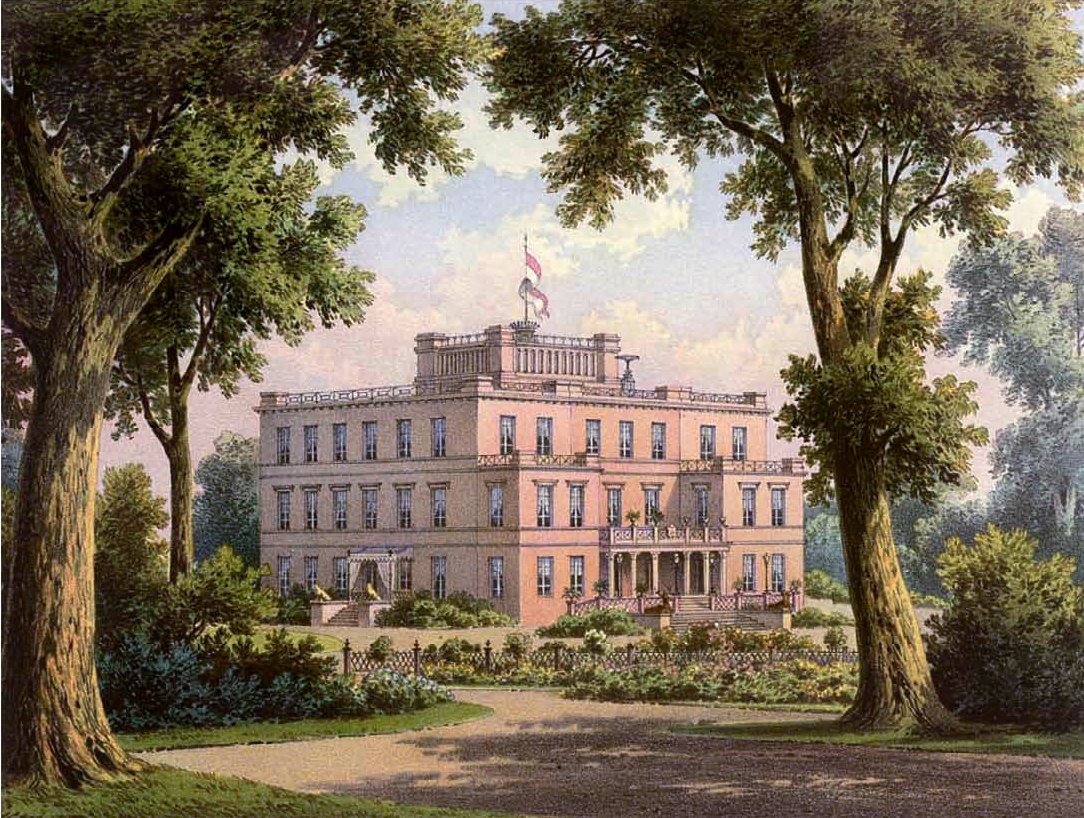
Château de Slawentzitz (de), Haute-Silésie
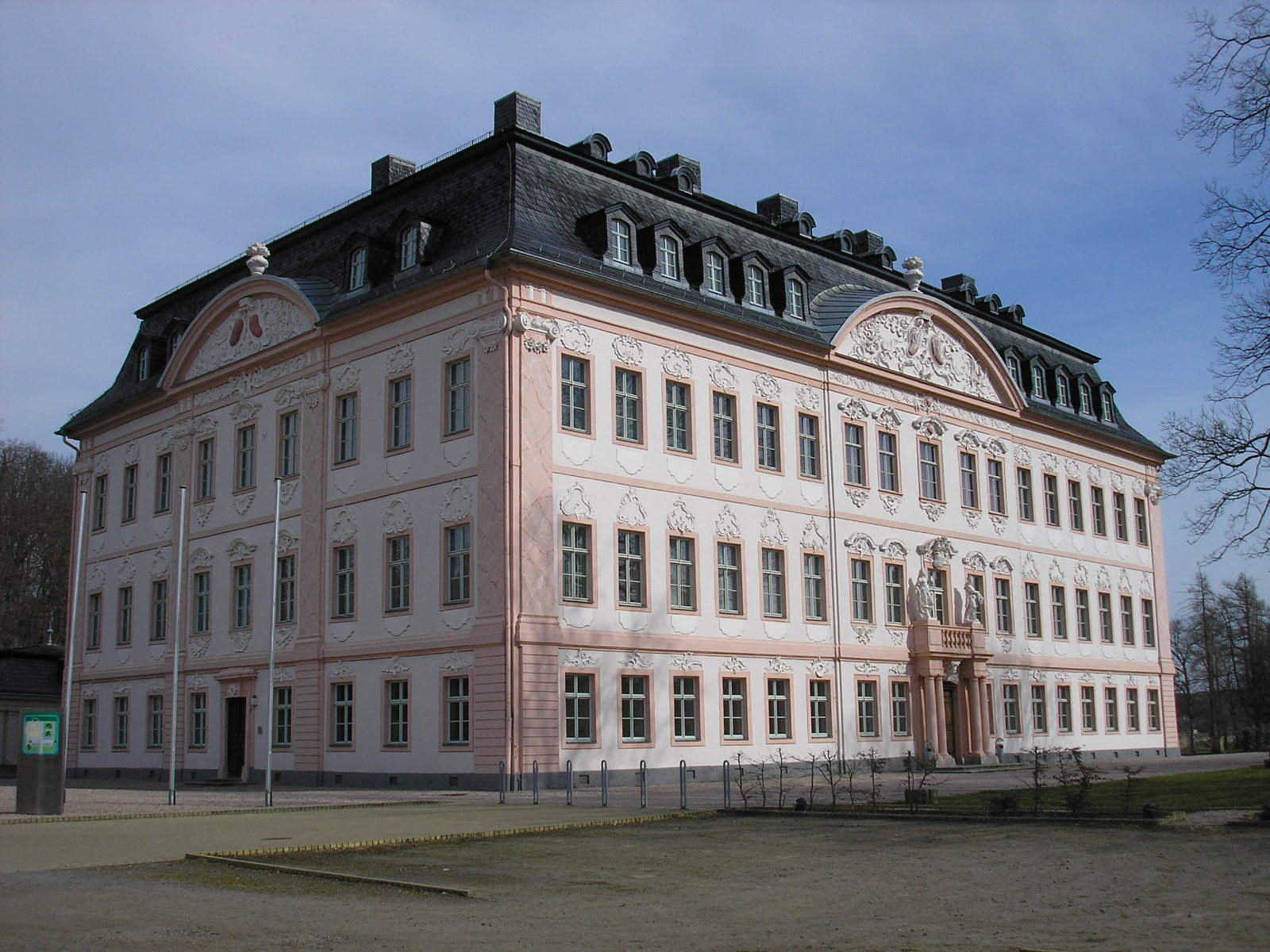
Château d'Oppurg (de), Thuringe
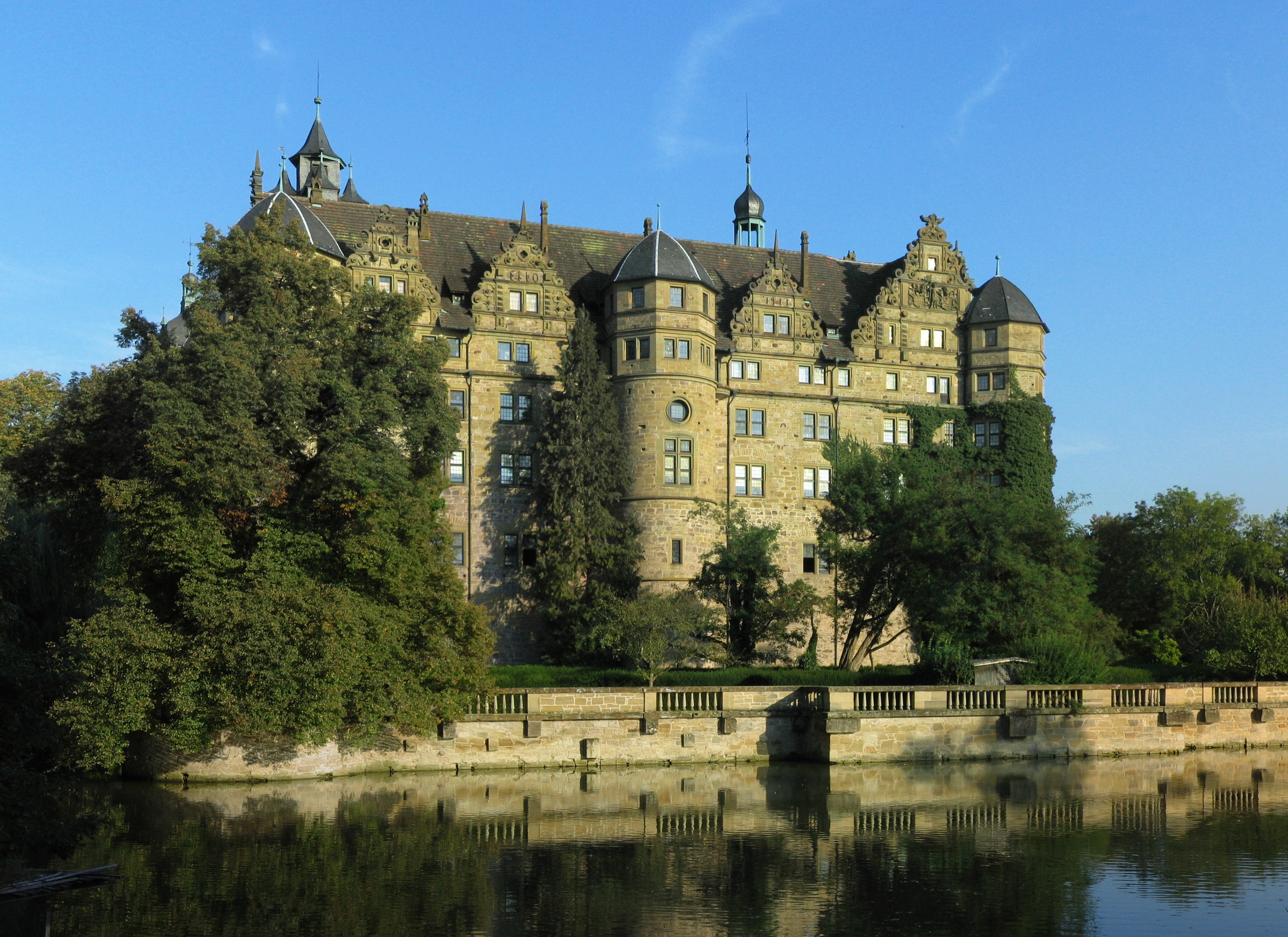
Château de Neuenstein
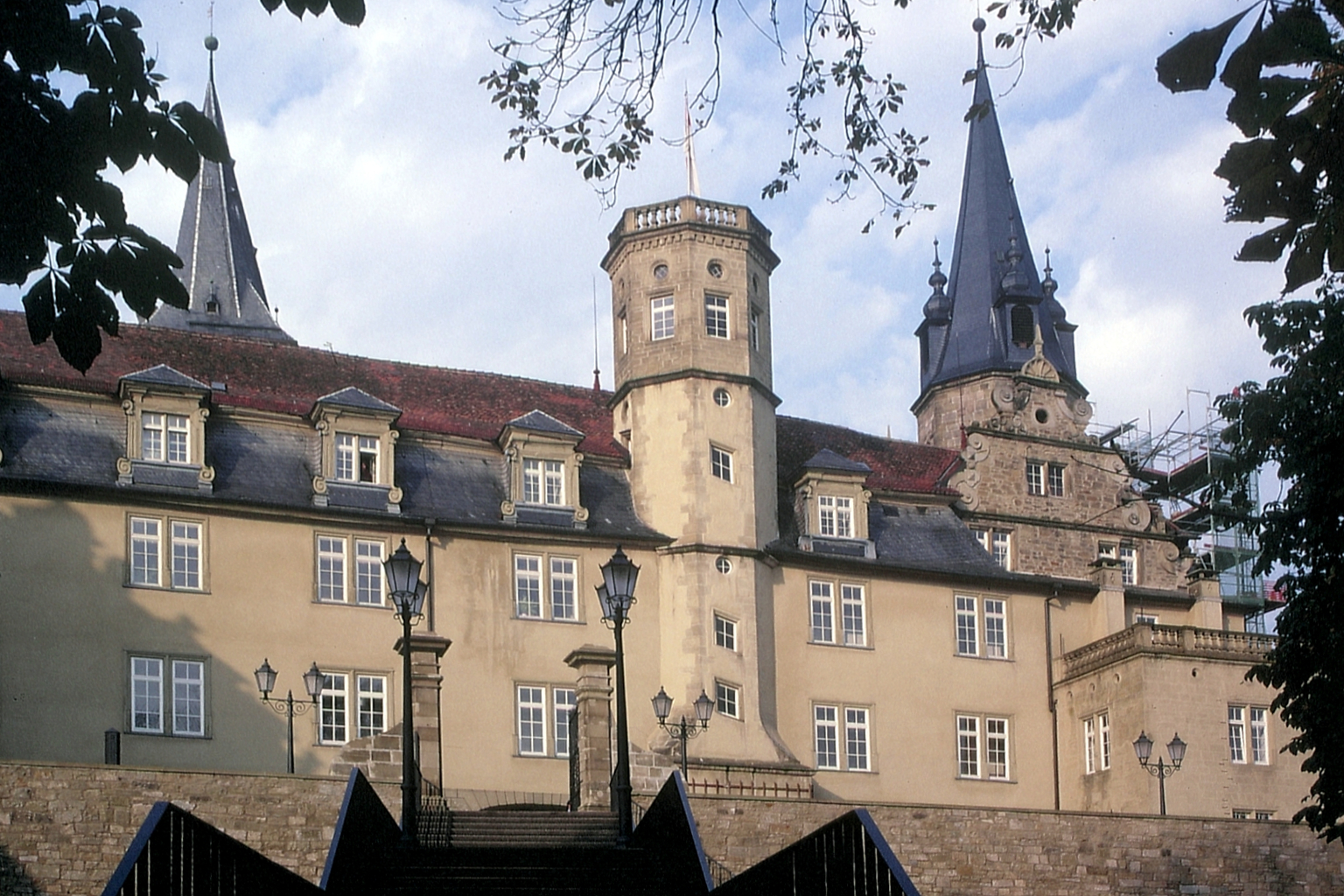
Château d'Öhringen
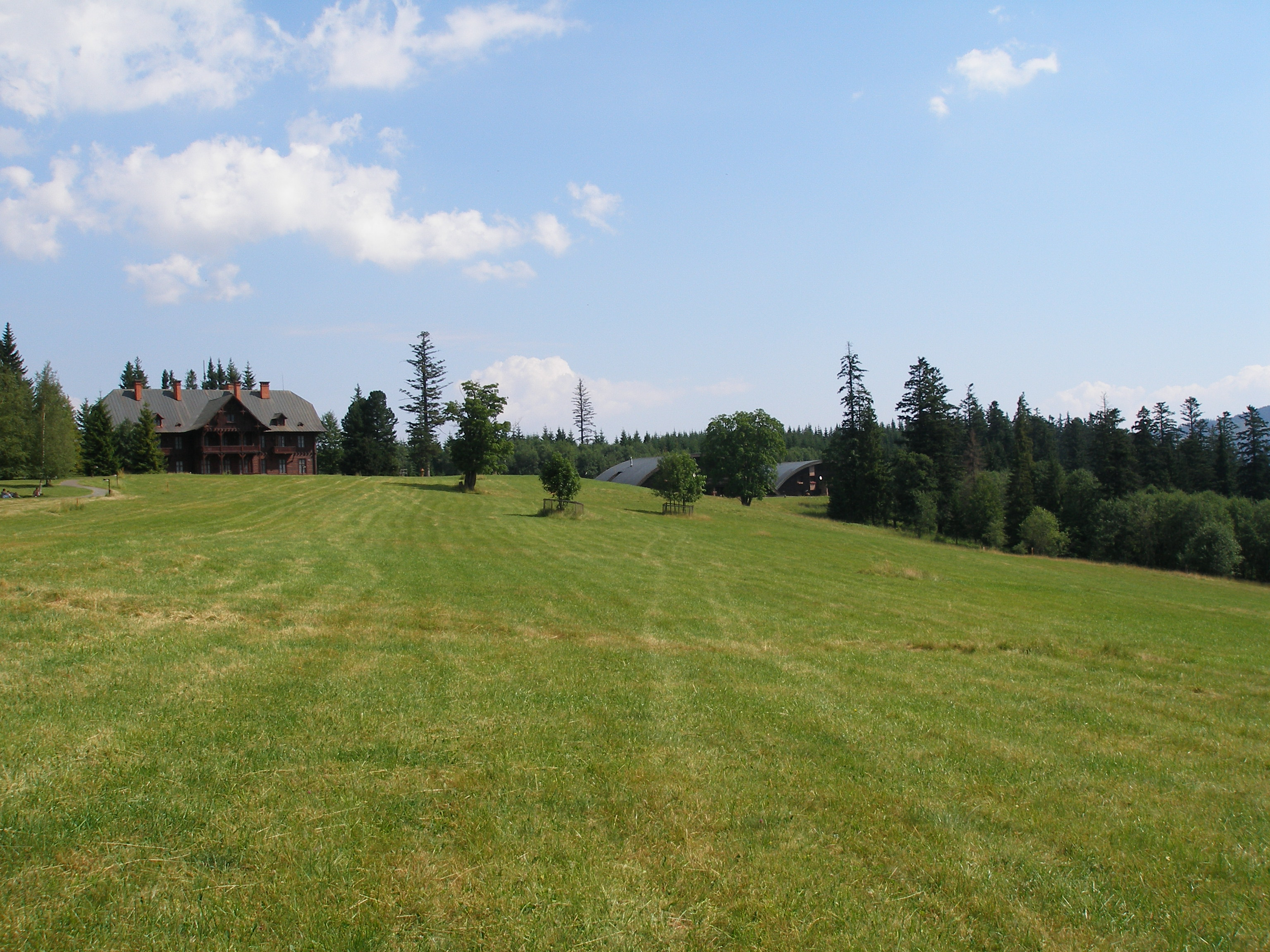
Pavillon de chasse de Javorina (Uhrngarten), Slovaquie